# 에른스트 힌터제어
에른스트 힌터제어(독일어: Ernst Hinterseer, 1932년 2월 27일~)는 오스트리아의 알파인 스키 선수로 1960년 동계 올림픽 남자 회전 부문에서 금메달, 대회전 부문에서 동메달을 획득하였다. 
아들인 귀도와 한지도 알파인 스키 선수로 활동했으며, 손자인 루카스는 축구 선수이다.